# WWEインターコンチネンタル王座
WWEインターコンチネンタル王座（WWE Intercontinental Championship）は、アメリカ合衆国のプロレス団体WWEにおける男子王座のひとつである。
創設から45年以上の歴史がある。当初からWWFヘビー級王座（当時の最高王座）に次ぐ第二王座(Secondary championship)として位置付けられており、現在でもRawブランド内での世界ヘビー級王座に次ぐ王座として位置付けられている。
日本人で同王座の獲得経験があるのは中邑真輔のみであり、Extreme Rules 2019にてフィン・ベイラーから勝利したのが初戴冠となった。2025年1月現在、2度の戴冠で合計防衛期間は380日以上となっている。

## 略歴
王座創設は1979年9月である。同年6月19日にテッド・デビアスから「北米ヘビー級王座」を奪取したパット・パターソンが、ブラジルのリオデジャネイロで行われたとされる架空のトーナメントに優勝したと称し、北米と南米の両王座を統合して「インターコンチネンタル（大陸間）王座」と改称したことが始まりである。
"第二の王座"という立ち位置によりIC王座戦が最高位の王座戦より注目を集めることは多くはないが、1990年代初頭のブレット・ハートやショーン・マイケルズら試合巧者による王座戦線は人気を呼び、最高王座に匹敵するような熱狂を生んだ。
2002年10月20日には当時世界ヘビー級王者であったトリプルHが、IC王者のケインを破り2冠を達成すると共に、IC王座は一時消滅した。しかし、ファンからの不満の声もあり、2003年5月18日にIC王座は復活した。
なお、1984年にはノンタイトル戦ながら新日本プロレスにおいて、当時のWWFインターコンチネンタル・ヘビー級王者のグレッグ・バレンタインとWWFインターナショナル・ヘビー級王者の藤波辰巳との対戦が実現している（結果は逆さ押さえ込みで藤波の勝利）。

## 近年の歴史
中邑真輔が日本人初のIC王者となったのは2019年7月のことである。フィンベイラーを破り戴冠した中邑は、翌年の1月にブラウン・ストローマンに敗れるまで201日間王座を保持した。
ブラウン・ストローマンは3月にサミ・ゼインに敗れるが、ゼインにとってこれがメインロースターでの自身初の王座獲得となった。ゼインは同月のレッスルマニア36でダニエル・ブライアンの挑戦を退けるも、2020年の新型コロナウイルスによるパンデミックの中で欠場することを選択し、同王座は5月に空位となった。
ゼイン欠場後の数ヶ月はAJスタイルズやジェフ・ハーディらが王座戦を繰り広げていたが、8月にゼインが復帰。陰謀論者をオマージュしたヒールキャラクターとして、「王座剥奪は不当であり自身が今も真の王者」だと主張した。結局、翌月のAJ、ジェフを交えた3人でのラダー形式の王座戦にゼインは勝利し、正式にIC王者に返り咲く形となった。
ゼインは年末にかけて防衛を続けたが、12月のSmackdownにて大人気ベビー・フェイスとして満を持してシングル転向を果たしたビッグEに敗れ王座陥落した。
そのビッグEは翌年2021年のレッスルマニアまで中邑真輔やサミ・ゼインらを相手に王座を守り抜くも、ナイジェリア系というルーツを強調したヒールであるアポロ・クルーズに史上初のナイジェリアン・ドラム戦(Nigerian Drum Fight)で敗れた。
そこから2022年の夏頃までの1年間は、当時はキング・ナカムラというリングネームであった中邑真輔、中邑と同ユニットであったサミ・ゼイン、リコシェと王座は渡るが、そのリコシェから王座を奪ったのがグンターである。
2022年の6月にIC王座初戴冠したグンターは、2年後のレッスルマニアまで666日間という歴史的な防衛記録を達成した。これによりグンターは王座獲得1回にして、同王座の合計在位期間記録をも更新した。
この2年間でグンターの前に敗れた挑戦者は数多いが、ウェールズ大会でのシェイマス戦、レッスルマニア39でのシェイマスとドリュー・マッキンタイアとの3way戦を始めとする激しい打撃戦は大きな話題を呼んだ。その他にも、中邑真輔、チャド・ゲーブル、ブロンソン・リード、ジェイ・ウーソ、ミズらに対して防衛を重ねた。
この大記録に終止符を打ったのは当時ベビー・フェイスになっていたサミ・ゼインであり、2024年4月のレッスルマニア40にてヒールのグンターにシングル戦でクリーンに勝利。自身4度目のIC王座戴冠を果たした。

## 歴代チャンピオン
| チャンピオン                                                                         | 戴冠回数 | 保持日数 | 日付           |
| ------------------------------------------------------------------------------------ | -------- | -------- | -------------- |
| パット・パターソン                                                                   | 1        | 232日    | 1979年9月1日   |
| ケン・パテラ                                                                         | 1        | 230日    | 1980年4月21日  |
| ペドロ・モラレス                                                                     | 1        | 193日    | 1980年12月8日  |
| ドン・ムラコ                                                                         | 1        | 155日    | 1981年6月20日  |
| ペドロ・モラレス                                                                     | 2        | 424日    | 1981年11月23日 |
| ドン・ムラコ                                                                         | 2        | 384日    | 1983年1月22日  |
| ティト・サンタナ                                                                     | 1        | 225日    | 1984年2月11日  |
| グレッグ・バレンタイン                                                               | 1        | 284日    | 1984年9月24日  |
| ティト・サンタナ                                                                     | 2        | 216日    | 1985年7月6日   |
| ランディ・サベージ                                                                   | 1        | 413日    | 1986年2月8日   |
| リッキー・スティムボート                                                             | 1        | 64日     | 1987年3月29日  |
| ホンキー・トンク・マン                                                               | 1        | 453日    | 1987年6月2日   |
| アルティメット・ウォリアー                                                           | 1        | 215日    | 1988年8月29日  |
| リック・ルード                                                                       | 1        | 147日    | 1989年4月2日   |
| アルティメット・ウォリアー ※1990年4月1日、WWF世界ヘビー級王座獲得のため返上          | 2        | 215日    | 1989年8月28日  |
| ミスター・パーフェクト ※トーナメント決勝でサンタナを破り戴冠                         | 1        | 125日    | 1990年4月23日  |
| テキサス・トルネード                                                                 | 1        | 83日     | 1990年8月27日  |
| ミスター・パーフェクト                                                               | 2        | 279日    | 1990年11月19日 |
| ブレット・ハート                                                                     | 1        | 143日    | 1991年8月26日  |
| ザ・マウンティー                                                                     | 1        | 1日      | 1992年1月17日  |
| ロディ・パイパー                                                                     | 1        | 76日     | 1992年1月19日  |
| ブレット・ハート                                                                     | 2        | 145日    | 1992年4月5日   |
| ブリティッシュ・ブルドッグ                                                           | 1        | 58日     | 1992年8月29日  |
| ショーン・マイケルズ                                                                 | 1        | 201日    | 1992年10月27日 |
| マーティ・ジャネッティ                                                               | 1        | 19日     | 1993年5月17日  |
| ショーン・マイケルズ ※1993年9月、一時的にWWFを離脱したため剥奪                       | 2        | 112日    | 1993年6月6日   |
| レイザー・ラモン ※王座決定戦でリック・マーテルを破り戴冠                             | 1        | 197日    | 1993年9月27日  |
| ディーゼル                                                                           | 1        | 137日    | 1994年4月13日  |
| レイザー・ラモン                                                                     | 2        | 197日    | 1994年8月29日  |
| ジェフ・ジャレット ※1995年4月26日、ボブ・ホーリー戦後に王座預かり                    | 1        | 93日     | 1995年1月22日  |
| ジェフ・ジャレット ※再戦でホーリーを破り戴冠                                         | 2        | 22日     | 1995年4月26日  |
| レイザー・ラモン                                                                     | 3        | 2日      | 1995年5月19日  |
| ジェフ・ジャレット                                                                   | 3        | 61日     | 1995年5月22日  |
| ショーン・マイケルズ                                                                 | 3        | 90日     | 1995年7月23日  |
| ディーン・ダグラス ※マイケルズ負傷による不戦勝で戴冠                                 | 1        | 0日      | 1995年10月22日 |
| レイザー・ラモン                                                                     | 4        | 90日     | 1995年10月22日 |
| ゴールダスト ※1996年4月1日、サビオ・ベガ戦後に王座預かり                             | 1        | 63日     | 1996年1月21日  |
| ゴールダスト ※ベガとの再戦に勝利して戴冠                                             | 2        | 82日     | 1996年4月1日   |
| アーメッド・ジョンソン ※1996年8月12日、負傷により返上                                | 1        | 57日     | 1996年6月23日  |
| マーク・メロ ※トーナメント決勝でファルークを破り戴冠                                 | 1        | 27日     | 1996年9月23日  |
| ハンター・ハースト・ヘルムスリー                                                     | 1        | 114日    | 1996年10月21日 |
| ロッキー・メイビア                                                                   | 1        | 73日     | 1997年2月13日  |
| オーエン・ハート                                                                     | 1        | 73日     | 1997年4月28日  |
| ストーン・コールド・スティーブ・オースチン ※1997年9月8日、謹慎処分が下され王座空位   | 1        | 28日     | 1997年8月3日   |
| オーエン・ハート ※トーナメント決勝でファルークを破り戴冠                             | 2        | 34日     | 1997年10月5日  |
| ストーン・コールド・スティーブ・オースチン                                           | 2        | 28日     | 1997年11月9日  |
| ザ・ロック                                                                           | 2        | 264日    | 1997年12月8日  |
| トリプルH ※負傷のため王座空位                                                        | 2        | 43日     | 1998年8月30日  |
| ケン・シャムロック ※トーナメント決勝でXパックを破り戴冠                              | 1        | 124日    | 1998年10月12日 |
| バル・ビーナス                                                                       | 1        | 28日     | 1999年2月14日  |
| ロード・ドッグ                                                                       | 1        | 13日     | 1999年3月15日  |
| ゴールダスト                                                                         | 3        | 13日     | 1999年3月29日  |
| ザ・ゴッドファーザー                                                                 | 1        | 42日     | 1999年4月12日  |
| ジェフ・ジャレット                                                                   | 4        | 42日     | 1999年5月31日  |
| エッジ                                                                               | 1        | 0日      | 1999年7月24日  |
| ジェフ・ジャレット                                                                   | 5        | 0日      | 1999年7月25日  |
| ディーロ・ブラウン                                                                   | 1        | 26日     | 1999年7月26日  |
| ジェフ・ジャレット                                                                   | 6        | 55日     | 1999年8月22日  |
| チャイナ                                                                             | 1        | 55日     | 1999年10月17日 |
| クリス・ジェリコ ※1999年12月28日、チャイナ戦がダブルフォールのため王座預かり         | 1        | 21日     | 1999年12月12日 |
| クリス・ジェリコ ※チャイナとハードコア・ホーリーとの3ウェイ戦に勝利して戴冠          | 2        | 34日     | 2000年1月23日  |
| カート・アングル                                                                     | 1        | 34日     | 2000年2月27日  |
| クリス・ベノワ                                                                       | 1        | 49日     | 2000年4月2日   |
| クリス・ジェリコ                                                                     | 3        | 4日      | 2000年5月4日   |
| クリス・ベノワ                                                                       | 2        | 42日     | 2000年5月8日   |
| リキシ                                                                               | 1        | 13日     | 2000年6月22日  |
| バル・ビーナス                                                                       | 2        | 51日     | 2000年7月6日   |
| チャイナ                                                                             | 2        | 7日      | 2000年8月27日  |
| エディ・ゲレロ                                                                       | 1        | 79日     | 2000年9月4日   |
| ビリー・ガン                                                                         | 1        | 16日     | 2000年11月23日 |
| クリス・ベノワ                                                                       | 3        | 41日     | 2000年12月10日 |
| クリス・ジェリコ                                                                     | 4        | 73日     | 2001年1月21日  |
| トリプルH                                                                            | 3        | 6日      | 2001年4月5日   |
| ジェフ・ハーディー                                                                   | 1        | 3日      | 2001年4月12日  |
| トリプルH                                                                            | 4        | 33日     | 2001年4月16日  |
| ケイン                                                                               | 1        | 38日     | 2001年5月20日  |
| アルバート                                                                           | 1        | 24日     | 2001年6月28日  |
| ランス・ストーム                                                                     | 1        | 26日     | 2001年7月23日  |
| エッジ                                                                               | 2        | 34日     | 2001年8月19日  |
| クリスチャン                                                                         | 1        | 27日     | 2001年9月23日  |
| エッジ                                                                               | 3        | 14日     | 2001年10月21日 |
| テスト                                                                               | 1        | 12日     | 2001年11月5日  |
| エッジ ※エッジが保持していたWCW USヘビー級王座と統合                                 | 4        | 62日     | 2001年11月18日 |
| ウィリアム・リーガル                                                                 | 1        | 55日     | 2002年1月20日  |
| ロブ・ヴァン・ダム                                                                   | 1        | 34日     | 2002年3月17日  |
| エディ・ゲレロ                                                                       | 2        | 35日     | 2002年4月21日  |
| ロブ・ヴァン・ダム ※2002年7月21日、ジェフ・ハーディーを破りWWEヨーロピアン王座と統合 | 2        | 62日     | 2002年5月26日  |
| クリス・ベノワ                                                                       | 4        | 27日     | 2002年7月29日  |
| ロブ・ヴァン・ダム ※2002年8月26日、トミー・ドリーマーを破りWWEハードコア王座と統合   | 3        | 40日     | 2002年8月25日  |
| クリス・ジェリコ                                                                     | 5        | 13日     | 2002年9月16日  |
| ケイン                                                                               | 2        | 19日     | 2002年9月30日  |
| トリプルH ※世界ヘビー級王座との統合で2003年5月18日まで一時封印                       | 5        | 0日      | 2002年10月20日 |
| クリスチャン ※復活王座決定バトルロイヤルで優勝                                       | 2        | 49日     | 2003年5月18日  |
| ブッカー・T                                                                          | 1        | 33日     | 2003年7月7日   |
| クリスチャン                                                                         | 3        | 49日     | 2003年8月10日  |
| ロブ・ヴァン・ダム                                                                   | 4        | 27日     | 2003年9月29日  |
| クリス・ジェリコ                                                                     | 6        | 0日      | 2003年10月27日 |
| ロブ・ヴァン・ダム                                                                   | 5        | 47日     | 2003年10月27日 |
| ランディ・オートン                                                                   | 1        | 209日    | 2003年12月14日 |
| エッジ                                                                               | 5        | 56日     | 2004年7月11日  |
| クリス・ジェリコ                                                                     | 7        | 36日     | 2004年9月12日  |
| シェルトン・ベンジャミン                                                             | 1        | 244日    | 2004年10月19日 |
| カリート                                                                             | 1        | 90日     | 2005年6月20日  |
| リック・フレアー                                                                     | 1        | 153日    | 2005年9月19日  |
| シェルトン・ベンジャミン                                                             | 2        | 68日     | 2006年2月20日  |
| ロブ・ヴァン・ダム                                                                   | 6        | 14日     | 2006年4月30日  |
| シェルトン・ベンジャミン                                                             | 3        | 40日     | 2006年5月15日  |
| ジョニー・ナイトロ                                                                   | 1        | 98日     | 2006年6月25日  |
| ジェフ・ハーディー                                                                   | 2        | 34日     | 2006年10月2日  |
| ジョニー・ナイトロ                                                                   | 2        | 6日      | 2006年11月6日  |
| ジェフ・ハーディー                                                                   | 3        | 97日     | 2006年11月13日 |
| ウマガ                                                                               | 1        | 55日     | 2007年2月19日  |
| サンティーノ・マレラ                                                                 | 1        | 76日     | 2007年4月16日  |
| ウマガ                                                                               | 2        | 62日     | 2007年7月2日   |
| ジェフ・ハーディー                                                                   | 4        | 189日    | 2007年9月3日   |
| クリス・ジェリコ                                                                     | 8        | 110日    | 2008年3月10日  |
| コフィ・キングストン                                                                 | 1        | 48日     | 2008年6月29日  |
| サンティーノ・マレラ                                                                 | 2        | 84日     | 2008年8月17日  |
| ウィリアム・リーガル                                                                 | 2        | 69日     | 2008年11月10日 |
| CMパンク                                                                             | 1        | 48日     | 2009年1月19日  |
| JBL                                                                                  | 1        | 26日     | 2009年3月9日   |
| レイ・ミステリオ                                                                     | 1        | 62日     | 2009年4月5日   |
| クリス・ジェリコ                                                                     | 9        | 20日     | 2009年6月7日   |
| レイ・ミステリオ                                                                     | 2        | 67日     | 2009年6月28日  |
| ジョン・モリソン                                                                     | 3        | 99日     | 2009年9月4日   |
| ドリュー・マッキンタイア                                                             | 1        | 160日    | 2009年12月13日 |
| コフィ・キングストン                                                                 | 2        | 74日     | 2010年5月23日  |
| ドルフ・ジグラー                                                                     | 1        | 153日    | 2010年8月6日   |
| コフィ・キングストン                                                                 | 3        | 76日     | 2011年1月7日   |
| ウェイド・バレット                                                                   | 1        | 85日     | 2011年3月25日  |
| エゼキエル・ジャクソン                                                               | 1        | 53日     | 2011年6月19日  |
| コーディ・ローデス                                                                   | 1        | 233日    | 2011年8月12日  |
| ビッグ・ショー                                                                       | 1        | 27日     | 2012年4月1日   |
| コーディ・ローデス                                                                   | 2        | 21日     | 2012年4月29日  |
| クリスチャン                                                                         | 4        | 63日     | 2012年5月20日  |
| ザ・ミズ                                                                             | 1        | 84日     | 2012年7月23日  |
| コフィ・キングストン                                                                 | 4        | 74日     | 2012年10月16日 |
| ウェイド・バレット                                                                   | 2        | 98日     | 2012年12月29日 |
| ザ・ミズ                                                                             | 2        | 1日      | 2013年4月7日   |
| ウェイド・バレット                                                                   | 3        | 68日     | 2013年4月8日   |
| カーティス・アクセル                                                                 | 1        | 155日    | 2013年6月16日  |
| ビッグ・E・ラングストン                                                              | 1        | 166日    | 2013年11月18日 |
| バッド・ニュース・バレット                                                           | 4        | 57日     | 2014年5月4日   |
| ザ・ミズ                                                                             | 3        | 27日     | 2014年7月20日  |
| ドルフ・ジグラー                                                                     | 2        | 35日     | 2014年8月17日  |
| ザ・ミズ                                                                             | 4        | 0日      | 2014年9月21日  |
| ドルフ・ジグラー                                                                     | 3        | 56日     | 2014年9月22日  |
| ルーク・ハーパー                                                                     | 1        | 26日     | 2014年11月17日 |
| ドルフ・ジグラー                                                                     | 4        | 22日     | 2014年12月14日 |
| バッド・ニュース・バレット                                                           | 5        | 82日     | 2015年1月5日   |
| ダニエル・ブライアン                                                                 | 1        | 43日     | 2015年3月29日  |
| ライバック                                                                           | 1        | 111日    | 2015年5月31日  |
| ケビン・オーエンズ                                                                   | 1        | 84日     | 2015年9月20日  |
| ディーン・アンブローズ                                                               | 1        | 63日     | 2015年12月13日 |
| ケビン・オーエンズ                                                                   | 2        | 47日     | 2016年2月15日  |
| ザック・ライダー                                                                     | 1        | 1日      | 2016年4月3日   |
| ザ・ミズ                                                                             | 5        | 188日    | 2016年4月4日   |
| ドルフ・ジグラー                                                                     | 5        | 36日     | 2016年10月9日  |
| ザ・ミズ                                                                             | 6        | 48日     | 2016年11月16日 |
| ディーン・アンブローズ                                                               | 2        | 151日    | 2017年1月3日   |
| ザ・ミズ                                                                             | 7        | 169日    | 2017年6月4日   |
| ロマン・レインズ                                                                     | 1        | 62日     | 2017年11月20日 |
| ザ・ミズ                                                                             | 8        | 75日     | 2018年1月22日  |
| セス・ロリンズ                                                                       | 1        | 71日     | 2018年4月8日   |
| ドルフ・ジグラー                                                                     | 6        | 61日     | 2018年6月18日  |
| セス・ロリンズ                                                                       | 2        | 119日    | 2018年8月19日  |
| ディーン・アンブローズ                                                               | 3        | 28日     | 2018年12月16日 |
| ボビー・ラシュリー                                                                   | 1        | 33日     | 2019年1月14日  |
| フィン・ベイラー                                                                     | 1        | 21日     | 2019年2月17日  |
| ボビー・ラシュリー                                                                   | 2        | 27日     | 2019年3月11日  |
| フィン・ベイラー                                                                     | 2        | 97日     | 2019年4月7日   |
| 中邑真輔                                                                             | 1        | 201日    | 2019年7月14日  |
| ブラウン・ストローマン                                                               | 1        | 36日     | 2020年1月31日  |
| サミ・ゼイン                                                                         | 1        | 65日     | 2020年3月8日   |
| AJスタイルズ                                                                         | 1        | 71日     | 2020年6月12日  |
| ジェフ・ハーディー                                                                   | 5        | 36日     | 2020年8月22日  |
| サミ・ゼイン                                                                         | 2        | 89日     | 2020年9月27日  |
| ビッグ・E                                                                            | 2        | 106日    | 2020年12月25日 |
| アポロ・クルーズ                                                                     | 1        | 123日    | 2021年4月11日  |
| キング・ナカムラ                                                                     | 2        | 189日    | 2021年8月13日  |
| サミ・ゼイン                                                                         | 3        | 13日     | 2022年2月18日  |
| リコシェ                                                                             | 1        | 98日     | 2022年3月4日   |
| グンター                                                                             | 1        | 666日    | 2022年6月10日  |
| サミ・ゼイン                                                                         | 4        | 119日    | 2024年4月6日   |
| ブロン・ブレーカー                                                                   | 1        | 52日     | 2024年8月3日   |
| ジェイ・ウーソ                                                                       | 1        | 27日     | 2024年9月23日  |
| ブロン・ブレーカー                                                                   | 2        | 182日    | 2024年10月21日 |
| ドミニク・ミステリオ                                                                 | 1        | 100日    | 2025年4月20日  |